# ナノモン
ナノモンとは、
1. デジタルモンスターシリーズに登場する架空の生命体・デジタルモンスターの一種。
2. デジモンアドベンチャーの登場人物。

## 概要
Ver.5から登場。名前の由来はナノマシンからだが、アニメなどでは、あまり小さくは描かれない。

## 種族としてのナノモン
非常に頭がよく元々コンピュータを修復するワクチン種の良いデジモンだったが、何者かに思考回路を破壊されて以来、データの破壊を繰り返すようになる。

### 基本データ
- 世代/完全体
- タイプ/マシーン型
- 属性/ウィルス
- 必殺技/プラグボム
- 得意技/ナノクラッシュ
- 勢力/メタルエンパイア

## 登場人物としてのナノモン

### デジモンアドベンチャー
エテモンと戦い思考回路を破壊されたままダークネットワークの管理に利用され幽閉されていた。ある時思考回路が一部働きを取り戻し、自身を修復するのに成功したが記憶の大半を失い、またエテモンの作った箱状の封印から逃げることができなかった。元々自分が何者だったかを覚えておらず記憶に残ったエテモンへの復讐しか頭に無く、ダークネットワークのホストコンピュータとして利用されているがために収集した希望の紋章の場所を子供たちに教えた後、愛情の紋章をエサに子供たちをおびき寄せ自身を封印から解放させる。エテモンと戦うが形勢不利と見ると空とピヨモンをさらい、逆ピラミッドの隠し部屋で空のコピーを作りピヨモンを進化させエテモンと戦わせようとするが太一たちの活躍により失敗、その後エテモンに追い詰められるとダークネットワークの中枢に膨張する暗黒エネルギーを逆に収縮に向かわせるコンピュータウィルスを組み込んだプラグボムを撃ち込み暴走させて、エテモンを道連れに引き落としつつダークネットワークの中枢に落ちて死亡する。
小説版ではエテモンと同じくらい秩序を嫌い混沌を望む、より狂気に満ちた性格になっており、その行動や末路もかなり異なる。紋章のことなど何も知らないのに知っていると子供たちを騙して自分の身体を修復させ、空を人質にして子供たちの動きを止めた後、火の壁の向こう側の者を呼び出しデジタルワールドに混沌を呼び出そうと火の壁のセキリティにアクセス、一瞬だけだが取り払いアポカリモンの本体がデジタルワールドへ現れた原因を作る。アニメとは違い、回路は一部壊されていたものの、ナノモン自身の思考能力はエテモンに敗れた後も健在で、それを利用されてスパイラルマウンテン建設のためのプログラムなども作らされていた。最後は自ら呼び出したアポカリモンの触手によりモニターの中に引きずり込まれて死亡する。

### デジモンゴーストゲーム
第47話に登場。

### その他
- デジモンフロンティア - 秋葉マーケットに店を構え、拓也たちのディースキャナ（盗品）を売っていた。身長は友樹の肩と同じぐらい。その後、別個体のナノモンが3体、メルキューレモン、ラーナモンの部下として登場。デジヴァイスからスピリットを取り出そうとしていたが失敗する。
- デジモンネクスト - バルバモン軍の参謀。ツルギ一行を倒すために自らハグルモンたちを引き連れ出向き、エンジェウーモンに変装して襲ったがツルギたちを襲ったが、アミのパートナー・ピチモンが進化したマリンエンジェモンに戦意を消失させられ敗北。